# Crocidura littoralis
Crocidura littoralis es una especie de musaraña de la familia de los soricidae.

## Distribución geográfica
Se encuentra en Camerún, la República Centroafricana, República del Congo, República Democrática del Congo, Kenia y Uganda. 